# Helenowo (powiat inowrocławski)
Helenowo – wieś w Polsce położona w województwie kujawsko-pomorskim, w powiecie inowrocławskim, w gminie Złotniki Kujawskie.
W latach 1975–1998 miejscowość należała administracyjnie do województwa bydgoskiego.

## Zabytki
Według rejestru zabytków NID na listę zabytków wpisany jest zespół dworski, nr rej.: A-21/1-2 z 4.04.2000:
- dwór, pocz. XX w.
- park, 2 poł. XIX w.